# منظومه آراز
منظومه آراز کتاب شعری است اثر  بولوت قاراچورلو  (۱۳۰۵-۱۳۵۸) مشهور به سهند یکی از شاعران شعر سیاسی آذربایجان است. 
سهند منظومه آراز را پس سقوط حکومت پیشه‌وری در شرایط سخت زندان و غربت مابین سالهای ۱۳۲۶ـ۱۳۳۰ به همراه منظومه خاطره سروده‌است.

او در این منظومه از مسائل قومی سخن گفته‌است.
شاعر منظومه آراز را با این شعر شروع می‌کند: 
| من آراز آدیلان چوخ زاماندیر تانیشام ان کیچیک یاشلاریمدان اونا روانلامیشام قوجا بابام نه واقتی کن بوغازیم آغرییاردی آراز کئچمیشم دییه بوغازیمی سیغاردی سوروشاردیم آی بابا آراز نه دیر کئچمیسن نه کیمی شئیدیر او کی سویوندان دا ایچمیسن؟ سوالمیدن بابامین یاشلاردی گؤزلری اؤزونین چیینلرینده گیزله نه‌ردی کدری اؤزومه مأیوس مأیوس باخیب دئمه‌زدی بیر سؤز گؤرردیم آنجاق اولوب اونون توکلری بیز بیز سونرا دا قارداشیمین آدین قویدولار آراز لاکین اؤندا دا منه آیدینلاشماری بو راز آنجاق آراز بئشیکده یاتیب ییرغانان زامان بؤ سؤزلری دینلردیم آنامین لایلاسیندان آراز'ی آییردیلار قومویلن دویوردولار من سندن آیریلمازدیم ظولمولن آییردیلار. |